# Magdalene L. Frettlöh
Magdalene L. Frettlöh (* 11. November 1959 in Beddelhausen, heute: Bad Berleburg/Kreis Siegen-Wittgenstein) ist eine deutsche evangelische Theologin.
Nach dem Studium der evangelischen Theologie an der Kirchlichen Hochschule Bethel sowie den Universitäten Heidelberg und Bern und Tätigkeiten als Vikarin in Bielefeld und als Assistentin an den Universitäten Bern und Bochum wurde Frettlöh 1997 in Bochum zum Dr. theol. promoviert. Ihre Dissertation „Theologie des Segens“ wurde mit dem Wilhelm-Hollenberg-Preis ausgezeichnet. Die Arbeit habe "inzwischen den Status eines Standardwerkes erlangt", urteilte Johannes Schnocks fünf Jahre nach Erscheinen der ersten Auflage. 2004 habilitierte sie sich in Bochum mit der Schrift „Gott Gewicht geben“ für Systematische Theologie. Ihre Habilitationsschrift wurde 2007 mit dem Wissenschaftlichen Förderpreis der Marga Bührig-Stiftung in Basel ausgezeichnet. 2006 wurde sie Rektorin des Kirchlichen Fernunterrichts der Evangelischen Kirche in Mitteldeutschland. Seit Herbstsemester 2011 ist sie Professorin für Systematische Theologie an der Theologischen Fakultät der Universität Bern.
Ihre Forschungsschwerpunkte sind insbesondere Erwählungslehre, Gotteslehre, Christologie und Eschatologie, die Theologie Karl Barths sowie der jüdisch-christliche Dialog und der theologische Gender-Diskurs im Kontext des Bilderverbots.

## Veröffentlichungen (Auswahl)
Monographien und Aufsatzbände:
- Theologie des Segens. Biblische und dogmatische Wahrnehmungen, Gütersloh 1998; 5. Neuauflage 2005.
- Wenn Mann und Frau im Bilde Gottes sind... Über geschlechtsspezifische Gottesbilder, die Gottesbildlichkeit des Menschen und das Bilderverbot, Wuppertal 2002.
- Gott Gewicht geben. Bausteine einer geschlechtergerechten Gotteslehre, Neukirchen-Vluyn 2006, 2. Aufl. 2009.
- Worte sind Lebensmittel. Kirchlich-theologische Alltagskost, Wittingen 2007.
- Gott, wo bist Du? Kirchlich-theologische Alltagskost. Bd. 2, Wittingen 2009.
- (gem. mit Volkhard Knigge): Wo war Gott in Buchenwald? (Lectiones 1), Weimar 2010.
- Ein Wort gibt das andere. Predigten und andere Wort-Gaben aus dem Kirchlichen Fernunterricht, Wittingen 2010.
- (gem. mit Andreas Krebs / Torsten Meireis): Tastend von Gott reden. Drei systematisch-theologische Antrittsvorlesungen aus Bern. Zürich 2013.
- "Mutuum colloquium ...". Gehörige Wechsel- und Widerworte Gottes und der Menschen. (Erev-Rav-Hefte. Biblische Erkundungen 17), Uelzen 2016.

Herausgeberschaften:
- (hg. gem. mit Jan-Dirk Döhling): Die Welt als Ort Gottes – Gott als Ort der Welt. Friedrich-Wilhelm Marquardts theologische Utopie im Gespräch, Gütersloh 2001.
- (hg. gem. mit Hans P. Lichtenberger): Gott wahr nehmen. Festschrift für Christian Link zum 65. Geburtstag, Neukirchen-Vluyn 2003.
- (hg. gem. mit Achim Detmers): Schätze zum Glänzen bringen. Der Kirchliche Fernunterricht 1960-2010: Evangelische Theologie für den ehrenamtlichen Verkündigungsdienst und die alltägliche Kommunikation des Glaubens, Leipzig 2010.
- (hg. gem. mit Kerstin Schiffner / Steffen Leibold / Jan-Dirk Döhling / Ulrike Bail): Fragen wider die Antworten. Festschrift für Jürgen Ebach zum 65. Geburtstag, Gütersloh 2010.
- (hg. gem. mit Katharina von Bremen / Steffen Leibold): Von Generation zu Generation. Abschiedsworte von und für Jürgen Ebach, Schwerte-Villigst 2010.
- Hannah Michaelsen: Adieu, Raphael! Erinnerungen einer Weiterlebenden, hg. und mit einem Nachwort-Essay, Uelzen 2014.
- (hg. gem. mit Andreas Krebs): "Von Jerusalem nach Athen und zurück über ...". Dokumentation des Abschiedssymposions für Hans P. Lichtenberger am 13. Dezember 2013, Würzburg 2016.
- (hg. gem. mit Frank Mathwig / Matthias Zeindler): "Gottes kräftiger Anspruch". Die Barmer Theologische Erklärung als reformierter Schlüsseltext. (reformiert! 2), Zürich 2016.
- (hg. gem. mit Frank Mathwig / David Plüss / Matthias Zeindler): "In deiner Hand meine Zeiten ...". Das Kirchenjahr in reformierter Perspektive mit ökumenischen Akzenten. (reformiert! 4), Zürich 2017.